# فيليكس بلوخ
فيليكس بلوخ (بالإنجليزية: Felix Bloch)‏ هو دبلوماسي أمريكي، ولد في 19 يوليو 1935 في فيينا في النمسا.